# Sava (Baronissi)
Sava è la maggiore frazione del comune di Baronissi, in provincia di Salerno, è detta anche "Sava di Baronissi". Anticamente è stata sede di alcune famiglie nobili salernitane, luogo di cultura e centro commerciale in continua competizione con Salerno. Da secoli la patrona di questa comunità è sant'Agnese e la compatrona è la  Madonna delle Grazie.

## Posizione
Il villaggio sorge nella Valle dell'Irno, alla sorgente del fiume omonimo. È urbanamente contiguo al comune capoluogo, ne ospita la zona industriale e si trova in prossimità della sede distaccata dell'Università di Salerno di Medicina e Chirurgia. Le altre frazioni baroniensi ad essa vicine sono Caprecano ed Orignano; mentre quelle fiscianesi sono Lancusi, Penta e Bolano.
Lo svincolo autostradale, molto vicino, è quello di Lancusi, sul RA02 Salerno-Avellino e la stazione ferroviaria è a Baronissi.

## Storia
L'origine del toponimo proviene dal nome del suo centro storico, detto "Vallone". Anticamente la frazione era chiamata Sabba, nome che ricorre per la prima volta in un documento del 1011. 
La storia di questo villaggio è strettamente legata al Convento della SS.ma Trinità risalente al XV secolo e considerato il più importante dell'antico Stato di Sanseverino. L'economia di questo villaggio nei secoli era basata prevalentemente sull'agricoltura e sull'artigianato, attività che attualmente si stanno perdendo.
Questa frazione fu gravemente colpita dal terremoto del 23 novembre 1980, registrando alcune decine di morti. Tale evento unitamente ad un mancato piano di ricostruzione e restauro degli edifici, ha causato la quasi completa distruzione del caratteristico nucleo storico. La frazione attuale, anche per via della presenza crescente della zona industriale, ha fatto registrare un certo incremento demografico (in linea con il comune d'appartenenza).

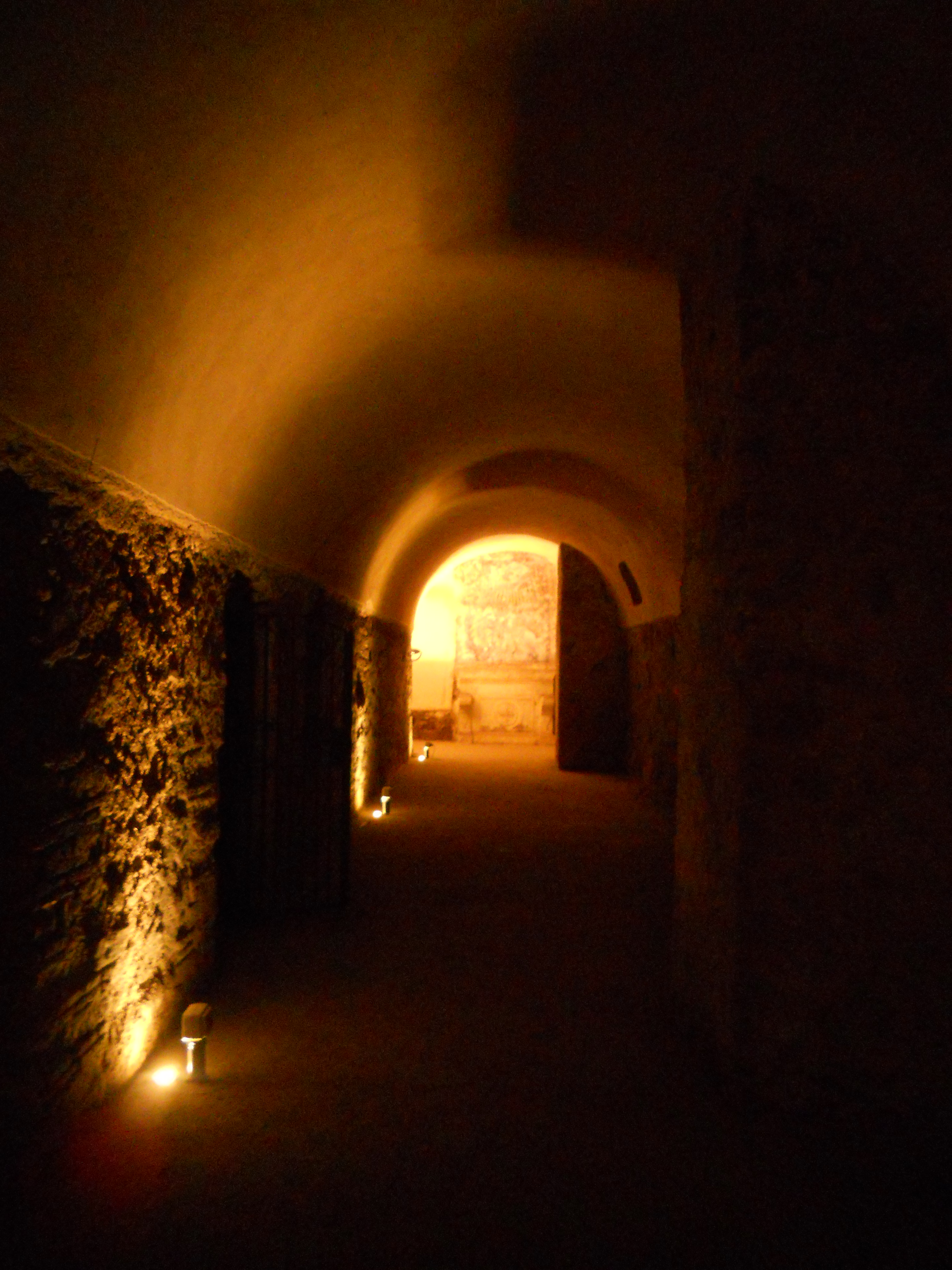
Il lato sud del criptoportico della villa.

## La villa romana
Nel 1961, sotto la chiesa parrocchiale di S.Agnese, sono stati ampliati i resti di una villa romana, che ritroviamo già accennata nei registri parrocchiali del 1918, ed alcuni anni dopo, il 30 aprile del 1923, giorno in cui fu visitata dal re Umberto II, il quale rimase tanto ammirato dalla particolarità degli ambienti e dalla bellezza degli affreschi, che tornò ad ammirarla nel 1946. La villa, costruita in età repubblicana ed ampliata nel I secolo d.C., presenta numerosi ambienti che si aprono intorno ad un grande criptoportico quadrangolare (34,80 × 33,30 m) aperto ad ovest con arcate sul giardino antistante. Probabilmente si trattava di un praedium rustico con la villa del dominus al centro e le casae dei servi e degli addicti tutt'intorno. La costruzione muraria è costituita da un opus reticulatum in tufo locale. La villa è quindi appartenuta quasi sicuramente ad una famiglia benestante ed era una vera e propria azienda agricola che usava la manodopera degli schiavi per produrre in particolare olio e vino. Inoltre il complesso di Sava presenta un'altra caratteristica peculiare delle ville rustiche che sorgevano nella Campania romana ovvero l'essere costruita nei pressi immediati di una via consolare per lo smaltimento delle derrate prodotte, l'antica via che da Salernum portava ad Abellinum. 
Gli ambienti a pian terreno ed il criptoportico furono poi utilizzati in età paleocristiana come luogo di sepoltura, da qui l'appellativo "catacombe", altro termine con il quale è nota la villa in questione. Nei secoli successivi fu adibita ad ossario alle famiglie nobili di Sava, i Gajano, i Campanile, gli Scalea. Nel corso del XV secolo furono costruiti gli altari (stuccati poi in epoca barocca) ed affrescate le pareti sovrastanti ad essi con pregevoli rappresentazioni della Vergine con Bambino, la SS. Trinità, l'Ascensione, Santa Caterina d'Alessandria, San Michele Arcangelo, S. Leonardo in cui si scorge la data, il 1424. Tali affreschi, firmati e datati Giovanni da Fiesole 1424, costituiscono non solo un importantissimo patrimonio artistico, ma anche storico in quanto rappresentano le prime - e tra le più importanti - forme artistiche di questo paese. Va detto che la villa ed i suoi preziosi affreschi non ricevono un trattamento adeguato, anzi sono poco controllati e necessitano di un tempestivo intervento di restauro. 
Successivamente, sui ruderi di questa villa, sorse una chiesa cristiana forse dedicata, fin dalla sua fondazione, a Sant'Agnese. Le prime notizie su di essa risalgono soltanto al 1309. La chiesa di S. Agnese presenta attualmente una navata unica, impegnando tutta la parte nord-ovest della villa.
La situazione attuale del sito è precaria e la struttura pur costituendo un patrimonio importante per l'intera comunità è poco controllata e curata.

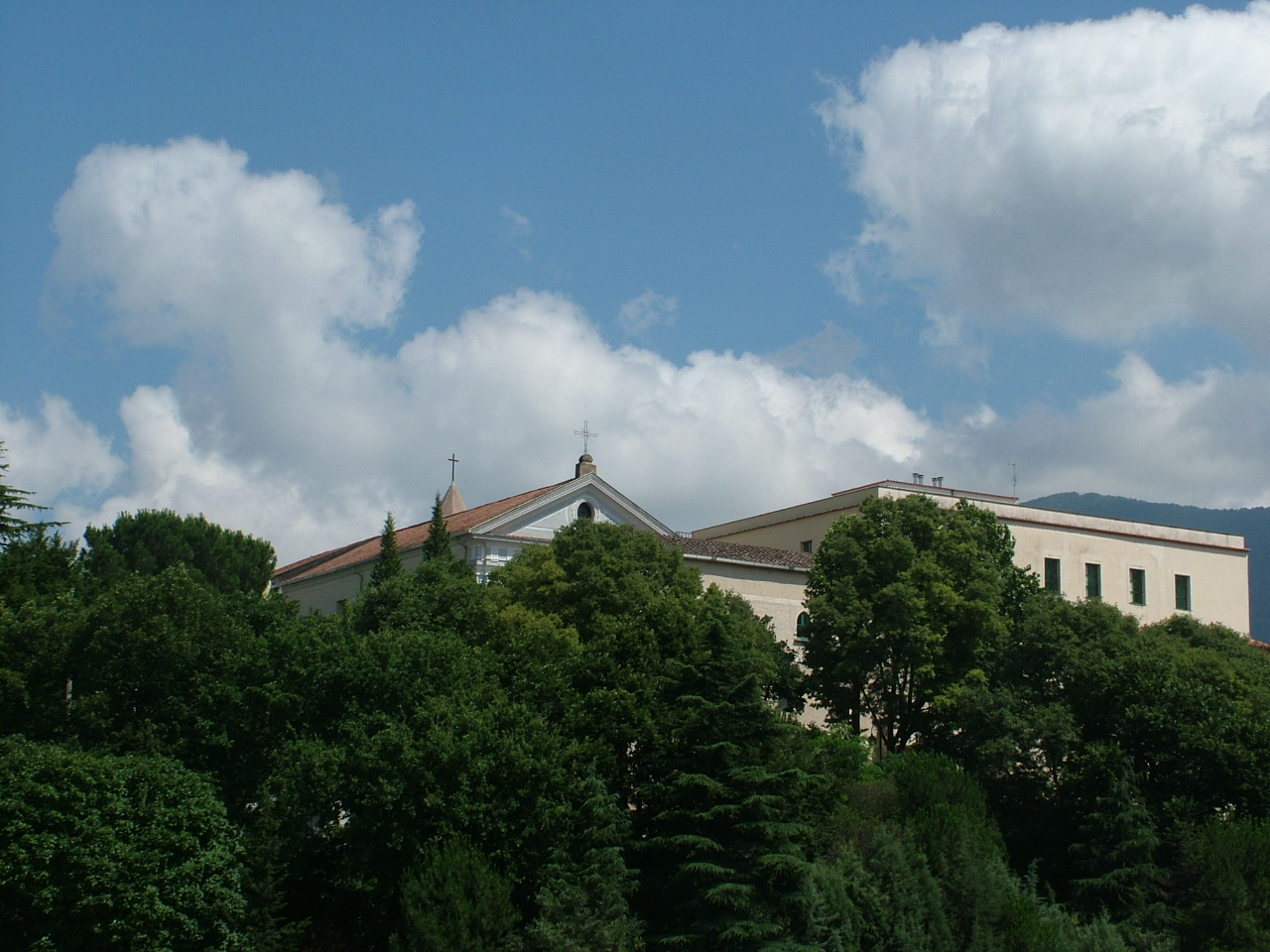
Il Convento della SS.ma Trinità.

## Il Convento della SS.ma Trinità
In questa frazione sorge su una collinetta che un tempo veniva chiamata "Monticello" il maestoso Convento della SS.ma Trinità che, secondo un'antica leggenda venne fondato dai primi seguaci di San Francesco nel 1212 anche se studi e ricerche l'hanno fatto risalire al '400. Il complesso è il risultato di numerose trasformazioni eseguite dal XVI secolo fino ai giorni nostri. Dopo il terremoto del 1980, parte del Convento, che per lunghi anni ha ospitato la Scuola Media, è stato usato come sede provvisoria del Comune di Baronissi.
Di notevole interesse artistico è la Chiesa della SS. Trinità che, nella sua struttura attuale risale al 1695, con le sue numerose opere di Michele Ricciardi, di Nicolò Fumo, e della scuola di Andrea Sabatini, la splendida sacrestia, con gli armadi lignei del 1648, scolpiti ed intarsiati da Fra'Innocenzo da Francavilla, il chiostro quattrocentesco con altri affreschi del Ricciardi, la biblioteca, contenente un rilevante numero di incunaboli, cinquecentine e corali settecenteschi con splendide miniature del Fra'Bernardo da Rometta, il Museo dell'Opera del Convento, dove sono esposte altre notevoli opere pittoriche, tra cui un San Bernardino da Siena di Angelo Solimena, e scultoree, preziosi paramenti sacri, ed infine il refettorio antico con le "Nozze di Cana" del Ricciardi, affresco eseguito nel 1723.
Attualmente il Convento è sede della biblio-mediateca comunale "Peppino Impastato", nonché del F.R.A.C. (Fondo Regionale d'Arte Contemporanea), della Casa della Poesia (organizzazione che rivolge i propri interessi al campo della poesia, della letteratura e dell'editoria) e di una sala conferenze.

## Manifestazioni Religiose e Civili

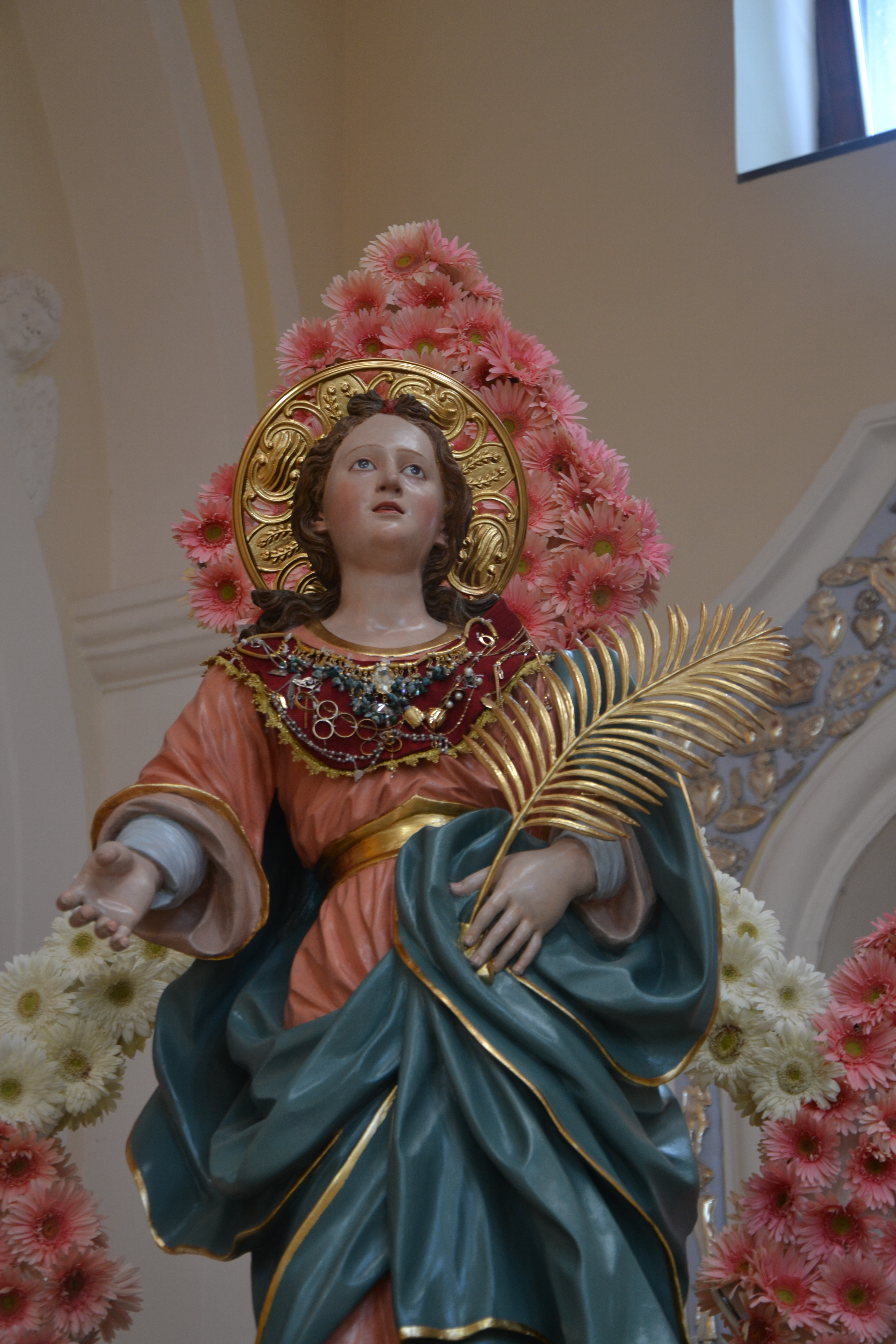
Sant'Agnese V.M venerata in Sava di Baronissi

La prima manifestazione ad inizio anno che si svolge a Sava è quella del 21 gennaio, giorno in cui ricorre la solennità di S. Agnese Vergine e Martire che da secoli è la patrona di Sava; i festeggiamenti prendono inizio la seconda domenica di gennaio, giorno in cui la venerata statua della santa viene intronizzata nel trono. Da lì la comunità festosa si prepara nove giorni prima con la novena, antica preghiera, in preparazione alla festa liturgica e al termine l'antico canto dell'inno alla Vergine scritto da un fedele del paese. Nei giorni della festa si svolgono varie manifestazioni civili sempre all'interno della Parrocchia. Al termine dei solenni festeggiamenti la comunità accompagna la reliquia di S. Agnese e la statua per le strade della parrocchia e la "saluta" per poi riportarla in processione nella seconda domenica di luglio nell'ambito dei festeggiamenti Compatronali in onore di Maria Ss.ma delle Grazie.

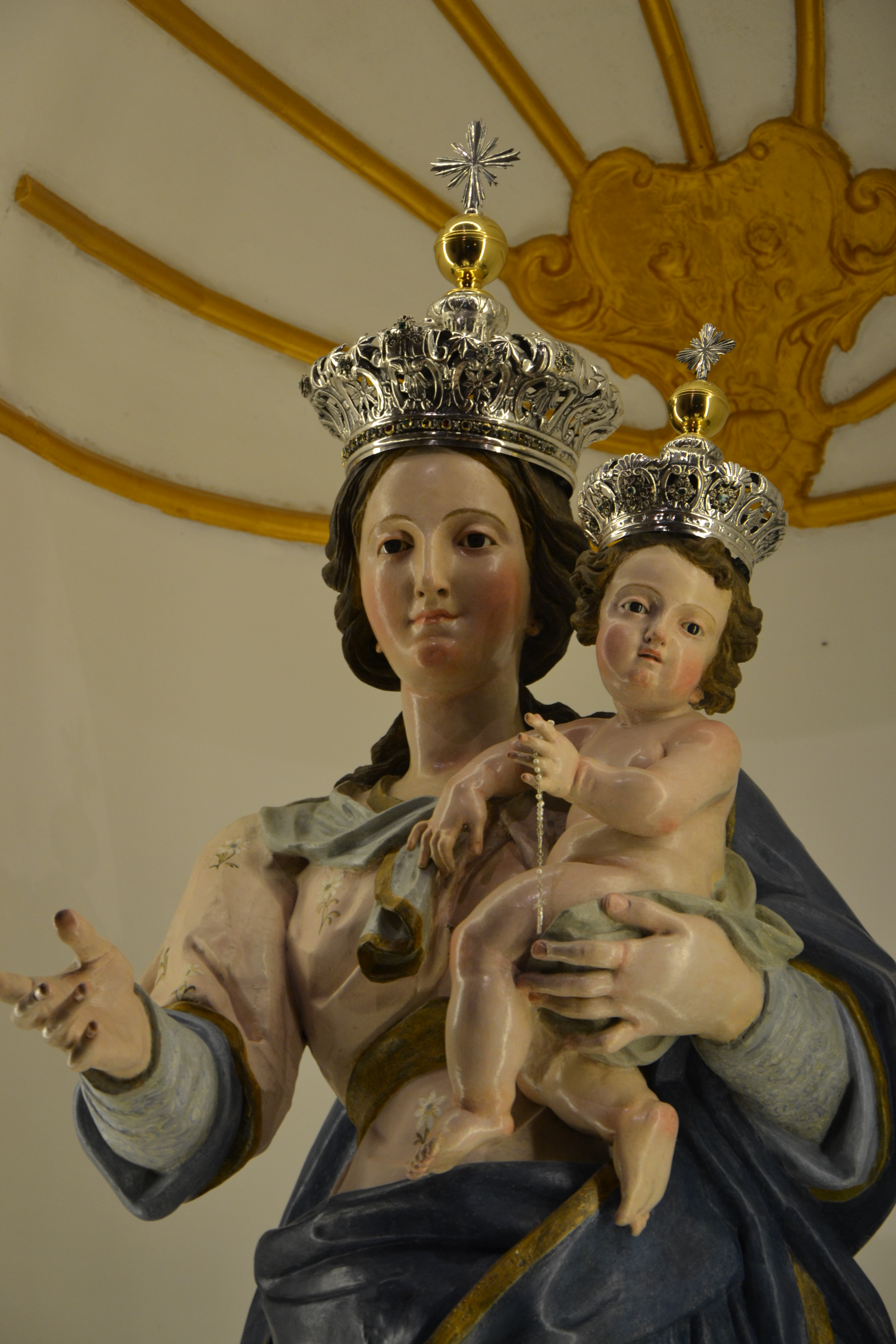
Madonna delle Grazie venerata in Sava di Baronissi

Nella seconda domenica di Luglio si tiene l'antica processione della "Madonna delle Grazie", figura molto venerata nell'intera Valle dell'Irno, la cui statua è portata in processione per le strade del villaggio insieme alla Santa patrona del paese Sant'Agnese e a San Pietro (dal 2005). Per perenne devozione o per voto i fedeli percorrono la processione scalzi; essa dura quasi 5 ore e attraversa tutte le strade della comunità Savese. La festa ha inizio un mese prima dove, il 2 Luglio di ogni anno i fedeli accorrono in piazza Massimo Troisi (Vallone) per assistere al tradizionale rito dell'Alzata deQuadro, e per tutto il mese la piccola chiesetta sul monte rimane aperta per la venerazione e per la preparazione alla festa della Madonna delle Grazie. Dal 1995 inoltre la frazione è sede del "Baronissi Jazz Festival", di una certa rilevanza, svolto in un anfiteatro di recente costruzione.
Nel mese di Settembre si festeggia Maria Ss.ma Addolorata in una cappella privata, anche qui c'è molta devozione. Il popolo si prepara con la novena in parrocchia e il triduo in cappella, il 15 settembre la copia (accolta nell’anno 2018) della statua (l’originale è stata rubata il 24 febbraio) viene portata in processione per il circondario della cappella.
Tutta Baronissi festeggia poi il 4 ottobre S.Francesco patrono della città. la statua si trova nel convento della Ss,ma Trinità situato in Sava. Alla festa il popolo si prepara con la novena e poi la processione per la Città.
Nel mese di dicembre, invece, la comunità festeggia la Madonna Immacolata. Forse, questa festa è la più antica di tutte. L'8 dicembre alle ore 5.30 della mattina, il simulacro della Madonna esce dalla chiesa e percorre tutte le strade del paese accompagnata dai fedeli che ricorrono. Da qui, inizia il Santo Natale.
Nove giorni prima del Natale, alle ore 7.30 c'è l'antico rosario cantato, la S. Messa e la Novena. Il 24 dicembre, la suggestiva veglia con la nascita di Gesù Bambino. Nell'ambito del natale, va di scena il Presepe Vivente che da anni si svolge presso la Villa Romana. Il giorno dell'epifania si conclude il Santo Natale con la processione del Gesù Bambino sul piazzale della Chiesa e al termine il Bacio.

## Centro polifunzionale
Situato in Via Pozzillo, è stato inaugurato nel 2004 come Casa della Musica ed è stato intitolato a Francesco Giordano, giovane musicista di Baronissi morto di leucemia l'anno prima. La casa della musica è stata poi chiusa e ristrutturata per poi riaprire nel gennaio 2020 come centro polifunzionale.  Alla seconda cerimonia di inaugurazione ha partecipato la locale comunità Senegalese e diverse associazioni no profit locali e non, sotto la stessa organizzazione che ogni anno si occupa della locale fiera del fumetto, Irno Comix & Games.